# Psilocybe galindoi
Psilocybe galindoi es una especie de hongo de la familia Hymenogastraceae. Es un representante del género Psilocibe, que en su mayoría está compuesto por especies alucinógenas.

## Taxonomía
Etimológicamente Psilocybe viene del griego psilós, que significa liso, desnudo, calvo, y kýbe, que significa cabeza, píleo, es decir: “por carecer de ornamentación en el píleo” (aunque no sucede así en todas las especies del género).
Sinonimia
- Psilocybe galindii Guzmán, 1978[5]

## Clasificación y descripción de la especie
Posee un píleo de 5 mm de diámetro aprox., convexo-campanulado y umbonado, estriado, de color café-amarillento, higrófano; (en seco amarillento (arriba) y de color café-rojizo obscuro (abajo)). Estípite con pseudorhiza bien definida. Contexto cerulescente, con olor farinoso. Microscópicamente: Esporas de (7-) 9-10 (-13) x (5-) 6.5-7 (-8) x 5.5-6 µm, subromboideovoides en vista frontal, subelipsoides lateralmente, de pared gruesa, de color café-amarillento, de hasta 1 µm de grosor, con un ancho poro germinal y un corto apéndice en el extremo opuesto. Los basidios son de (15-) 22-28 x 8-9 (-10.5) µm, tetraspóricos, algunos bispóricos, hialinos, ventricosos. Pleurocistidios de 12-18 (-27) x 4-6 (-8) µm, comunes, hialinos, sublageniformes. Queilocistidios de 14-28 x 4-6 (-9) µm, abundantes, lageniformes o sublageniformes. Trama himenoforal subregular, subhimenio subcelular. Pileipelis subgelatinoso.

## Distribución de la especie
Este hongo se ha citado en México, en los estados de Jalisco, de México y Veracruz.

## Ambiente terrestre
Esta especie crece en el suelo, en pastizales inducidos para la cría de ganado (potrero) cerca del bosque mesófilo de montaña.

## Estado de conservación
Se conoce muy poco de la biología y hábitos de los hongos, por eso la mayoría de ellos no se han evaluado para conocer su estatus de riesgo (Norma Oficial Mexicana 059).